# هاديس
حادِس أو هاديس أو هيدز (بالإنجليزية: Hades)‏ هو ابن كرونوس وريا وأخ لكبير الآلهة زيوس وأخ لهيرا وبوسيدون. أصبح ملك العالم السفلي عالم الموتى وسمي هيدز أي «مانح الثروة» كناية عما تحمله باطن الأرض من كنوز والتي هي جزء من مملكته. واشتهر حادس بخوذته التي تخفيه عن الأنظار ومعنى (حادس) أي الخفي، وقد سمي بهذا الاسم نسبة إلى خوذته.
وكان من أكثر الناس حقدًا على أخيه زيوس لأن زيوس قام بخداعه وأنزله إلى العالم السفلي. ولقد اخترع حادس مخلوق وحشي وأسماه (الكراكن) وذلك لإخافة الناس. وتقول الأسطورة إن الكراكن هو من أغرق مدينة (أطلانطس).
تقول الأساطير إن الإله حادس خطف برسيفوني ابنة ربة الزراعة ديميتر، وحبسها معه في العالم السفلي، فأخدت أمها تجوب الأرض باحثة عنها وهي تبكي عليها حزنا لفراقها. حزنت ديميتر عليها حزنا شديدا فحزنت الحقول لحزنها وجفت، حتى وافق حادس على إعادتها بشرط أن تكون معه في وقت من العام فكانت الفترة التي تقضيها برسيفوني مع أمها هي فترة الحصاد والمحاصيل والأزهار، والفترة التي تقضيها مع حادس هي فترة الجفاف والذبول.

## الأساطير
حادس كلمة يونانية معناها الحرفي: «ما لا يُرى»، أو «ما خَفي على الأبصار». هو إله العالم السفلي في أساطير اليونان، والرومان، ابن کرونوس وريا، وشقيق ديميتر، وهيرا، وهستیا وزیوس، وبوسيدون. عندما ولد هادیس ابتلعه أبوه کرونوس ثم أجبره زیوس بعد ذلك أن يتقيأه، عندما خدعه بمساعدة الربة ميتس التي كانت في البداية زوجة لزيوس. وعندما انهزم کرونوس على يد أبنائه الثائرين الثلاث: زیوس، وبوسیدون، وهادیس - أجرى الآلهة الثلاثة قرعة على جزء الكون الذي ينبغي أن يحكمه كل منهم، فكان العالم السفلي من نصيب هادیس. ويصور حادس كشخص عابس، قاس، شديد الصرامة في عقاب الجناة، ولكنه لا يصور أبدأ كشخصية شريرة. فشخصية الشيطان لا وجود لها في الأساطير اليونانية أو الديانة اليونانية.

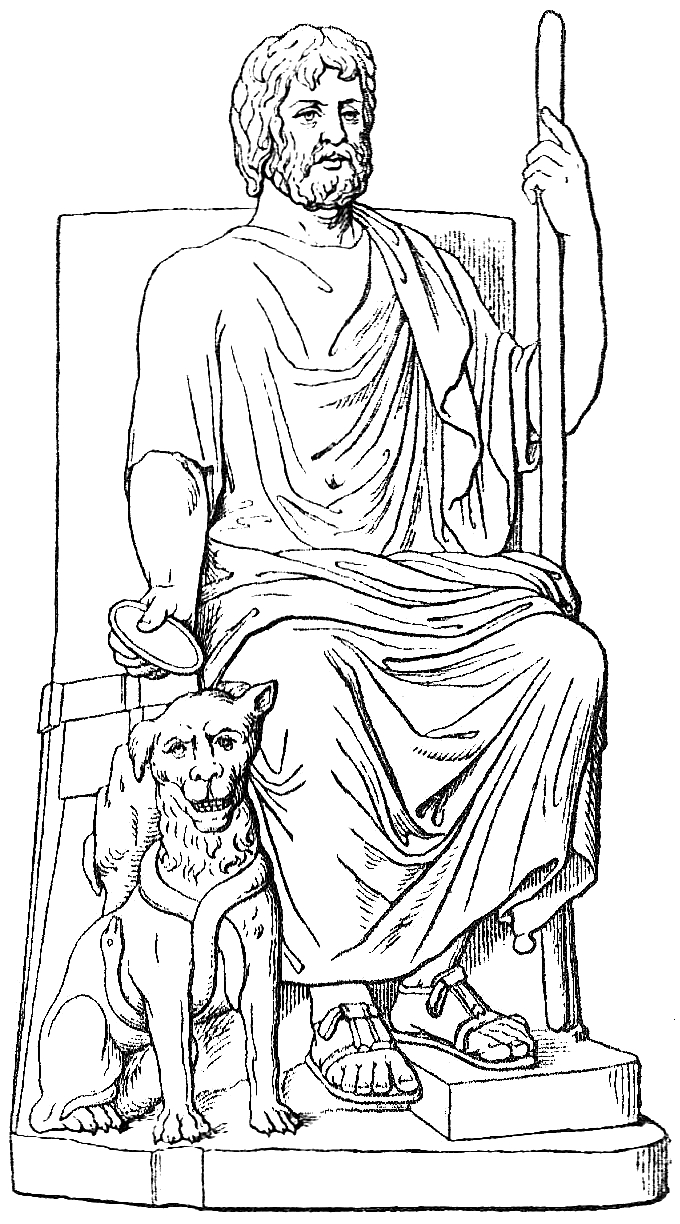
حادس وسيربيروس.

وقع هذا الإله في حب برسفوني التي خطفها، وجعل منها زوجة له رغم أنها لم تنجب له أبناء قط. ولم تكن لهادیس عبادة، ولا معابد باسمه في العالم القديم باستثناء الحرم الخاص به في إقليم إيليس Ellis. ولكنه عبد تحت أسماء مختلفة منها بلوتو أي الغني، أو الثري، وكانت شجرة السرو Cypress الدائمة الخضرة، وكذلك زهرة النرجس مخصصة لعبادته. وكان الفن القديم يصوره على غرار أخيه زيوس أو بوزيدون أي أنه كان يحمل صولجانا يرمز إلى السلطة، وتتبعه في بعض الأحيان زوجته برسفوني وكيربيروس Cerberus وهو كلب ذو ثلاثة رؤوس كان يحرس باب الجحيم في الميثولوجيا اليونانية. ولما كانت الأحجار الكريمة والمعادن النفيسة مدفونة في باطن الأرض، فقد كان هادیس، أيضا إله الثروة والغنى. وهو يركب عربة سوداء تجرها أربعة من الخيول السوداء. ولقد سميت بوابات مملكته أيضا باسم «حادس» ويقول هوميروس في الأوديسة، أن مملكته تقع فيما وراء المحيط على حافة العالم أو في نهاية الدنيا. أما في الإلياذة فهو يقول إنها تقع في باطن الأرض مباشرة.
وفي مملكة هادیس تجري أنهار ستيكس الذي يُقسم الآلهة أيمانهم المقدسة ويقطعون مواثيقهم عنده. ونهر ليثي الذي يجري حاملا مياه الغفران. وتقول الأوديسة أن هناك روافد لنهر ستيكس تصب في النهاية في نهر أشيرون. أما زوجته برسفوني أو کوريه فهی ابنة الإلهة ديميتر إلهة القمح. وقد اختطفها حادس وهبط بها إلى العالم السفلي لتكون ملكة لهذا العالم. وغضبت أمها غضبا شديداً وهددت أن تصيب الأرض بالقحط، وأخيراً اتفقت الآلهة مع هادیس أن تبقى معه زوجته أربعة أشهر (وهي أشهر القحط والجفاف) ثم تعود إلى أمها بقية
العام.
أما عدم وجود عبادة لحادس في اليونان فقد فسر العلماء هذه الظاهرة الغربية بثلاثة تفسيرات: أن اليونان كانوا يتحرجون من ذكر إله الموتى في الكلام عن الأحياء، ومع الأحباء. ثم أن حادس وهو رب العالم السفلي كان يختلط كثيرًا بأرباب التربة والخصب. وأخيرًا امتداد اختصاصات زیوس بحيث تشمل سيطرته مملكة السماء ومملكة الموتى في آن واحد. وتصور الآثار الفنية اليونانية هذا الإله بلحية سوداء ممسكاً بشوكة ذات حربتين أو صولجان ومفتاح.

### سيد العالم السفلي

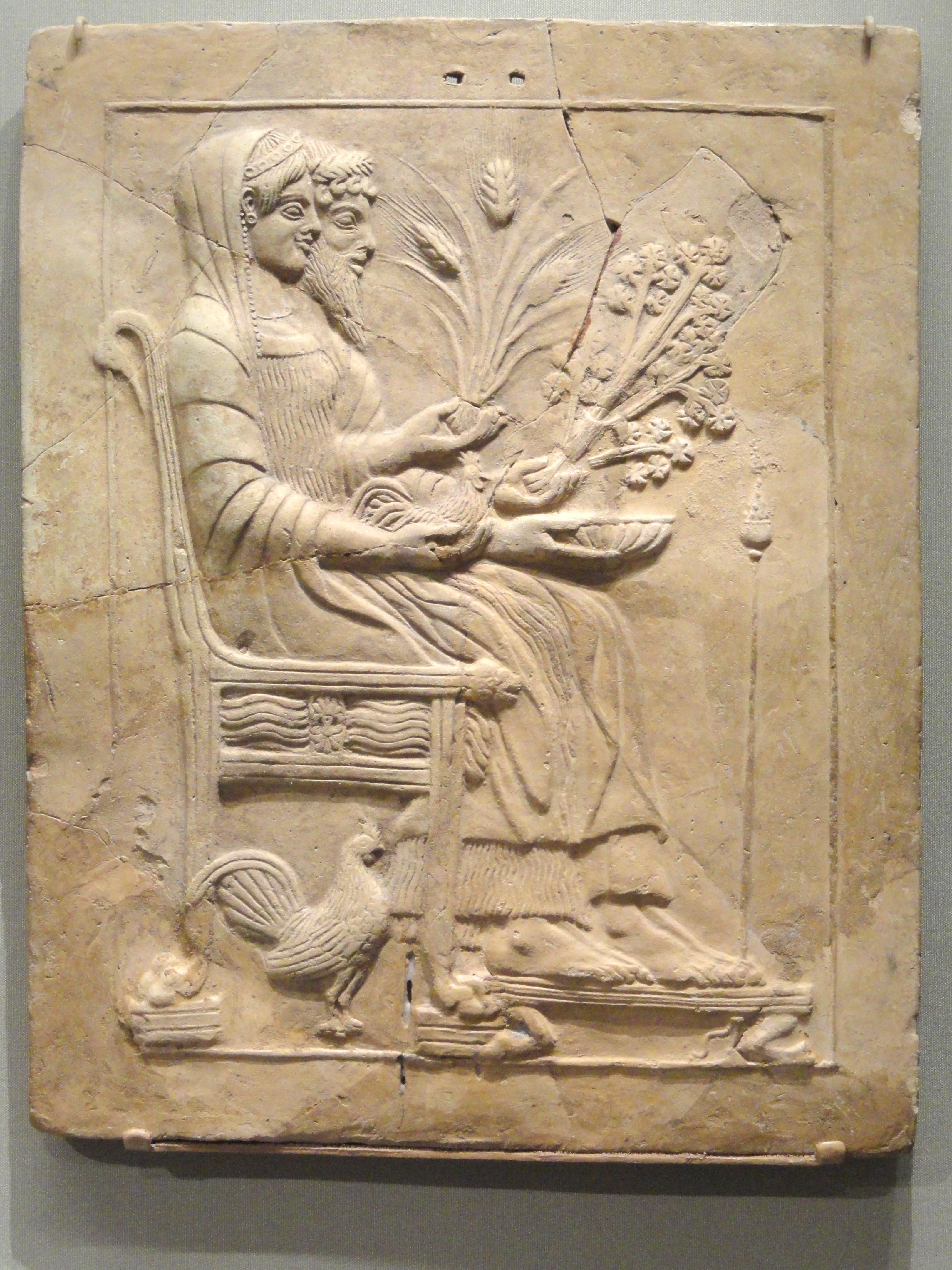
بيناكس مع بيرسيفوني وحادس، 500-450 قبل الميلاد.

كان يدعی بلوتو، من الكلمة التي تعني «الخيرات». وهو الذي يتلقى الكنوز المدفونة؛ وعندئذ اعتبر إله الثروة الزراعية. ومن مركز الأرض كان ينشر تأثيره على الحراثة والمحاصيل. وهو أيضا هیدس - وكان يسمى أيضا أدونيوس - ابن ريا وكرونوس الذي التهمه أبوه كما التهم إخوته وأخواته. ولحسن الحظ أنقذه أخوه زیوس، وأعطاه حصته من الإرث وهي مملكة العالم السفلي. حكم هیدس هذه المنطقة حكمًا مطلقًا. بدا سعيدًا هناك ولم ير خارج مملكته إلا في مناسبتين: مرة لكي يخطف برسیفوني وفي الأخرى حين خرج بحثا عن بان لكي يشفيه من الجرح الذي سببه له هرقل الذي ضرب كتفيه بسهم حاد النصل. ومن ناحية أخرى، إذا رغب في الخروج من العالم السفلي، لا أحد يستطيع أن يراه: لأن خوذته كانت تجعله خفيًا.
لم يكن هیدس زوجًا شديد التقلب. ولم تتذمر برسيفوني من خيانته إلا مرتين. في الأولى حين أبدى اهتمامه بمينث، وهي حورية من نهر کوکیتوس. ولاحقت برسیفوني - أو ربما كانت دیمیتر - الحورية التعسة وأخذت تدوسها بقدميها بوحشية. فحولها هيدس إلى نبتة كانت تنمو أولا في تريفيليا: هي النعناع الذي أضحى مقدسًا بالنسبة إلى هيدس. جلب هیدس أيضًا ابنة لأوقيانوس إلى مملكته، اسمها ليوس، ماتت ميتة طبيعية وأصبحت شجرة حور بيضاء، شجرة الحقول الإليسية. وحين خرج هرقل من العالم السفلي كان متوجًا بأوراقها. لم يكن هیدس يبجل كثيرًا، وإن كان مثل بلوتو يتلقى الكثير من التقدير. وذلك لأن هيدس كان في الأصل إلى الرعب، والغموض. ولكي يصلي المرء عليه - كما يقول هومروس - أن يضرب الأرض بیدیه العاريتين أو بقضبان. ويضحي له بنعجة سوداء أو بكبش أسود. والنباتات التي كانت مقدسة للإله هي شجرة السرو وزهرة النرجس.